# Myndus unicolor
Myndus unicolor är en insektsart som beskrevs av Van Stalle 1983. Myndus unicolor ingår i släktet Myndus och familjen kilstritar. Inga underarter finns listade i Catalogue of Life.